# Werner Schünemann
Werner Eduardo Schünemann (n. 21 februarie 1959) este un actor brazilian.

## Filmografie

### Televiziune
- 2012 - Lado a Lado .... Alberto Assunção
- 2012 - As Brasileiras .... Alberto Galhardo
- 2010 - Passione .... Saulo Gouveia
- 2008 - Beleza Pura .... Tomás
- 2008 - Duas Caras .... Humberto Silveira
- 2007 - Eterna Magia .... Max (Maximillian Sullivan)
- 2007 - Amazônia, de Galvez a Chico Mendes .... Rodrigo de Carvalho
- 2006 - Dom .... Augusto
- 2006 - JK .... Bernardo Sayão
- 2005 - América .... Pedro Paulo
- 2004 - Senhora do Destino .... Comandante Saraiva
- 2004 - Começar de Novo - Anselmo
- 2003 - Kubanacan .... Alejandro Rivera
- 2003 - A Casa das Sete Mulheres .... Bento Gonçalves
- 2002 - A Coisa Certa .... JM
- 2001 - Phil .... publicitário
- 2001 - Jogos do Amor e do Acaso .... Danilo